# Juan de Goyeneche
Pour les autres membres de la famille, voir Goyeneche.
Juan de Goyeneche ou  Juan de Goyeneche et Gastón (Juan de Goyeneche y Gastón) est un éditeur de presse, un journaliste et un homme politique espagnol né en 1656 et décédé en 1735.

## Biographie

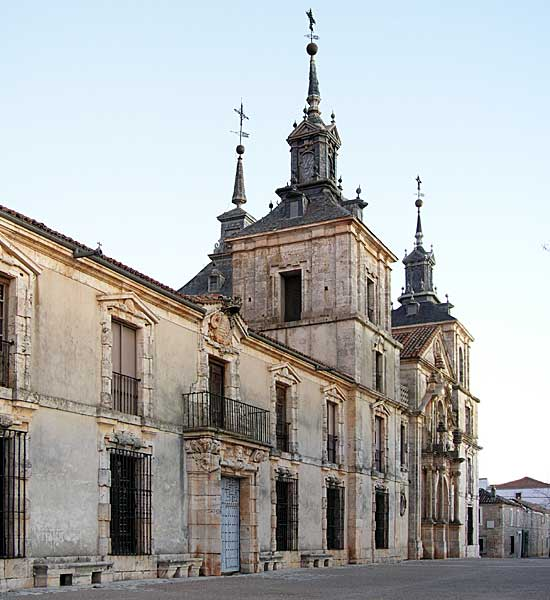
Palais de Goyeneche à Nuevo Baztan (Madrid)

Il naît début octobre 1656 à Arizkun (Arizcun en castillan) en Navarre, dans la vallée de Baztan. Durant sa jeunesse il est envoyé au collège Impérial des Jésuites pour y faire ses études. Il se fait peu à peu connaître, ce qui lui permet de se trouver une place privilégiée à la cour de Charles II de Navarre où il se consacre au journalisme.
En 1697 il prend le poste d'éditeur de la Gaceta de Madrid, le premier périodique d'information générale apparut en Espagne et correspondant actuellement au Boletín Oficial del Estado, devenant ainsi le premier employeur journalistique d'Espagne.
Il est ensuite successivement nommé administrateur de Charles II, de la trésorerie des milices royales, de la reine Marie-Anne de Neubourg, seconde épouse de Charles II, et enfin de Marie-Louise Gabrielle de Savoie et d'Élisabeth Farnèse, épouses de Philippe V. 
Durant la Guerre de Succession d'Espagne, qui voit s'affronter les familles royales de France et d'Autriche, les Bourbons et les Habsbourg, pour l'accession au trône d'Espagne, il est, avec d'autres entrepreneurs anoblis tels que le marquis de Campoflorido et le comte de Moriana, un appui financier indispensable pour la cause bourbonienne.
Il meurt à Nuevo Baztán le 12 avril 1735, et gît actuellement sous la coupole centrale de l'église Saint François Xavier.

## Travaux

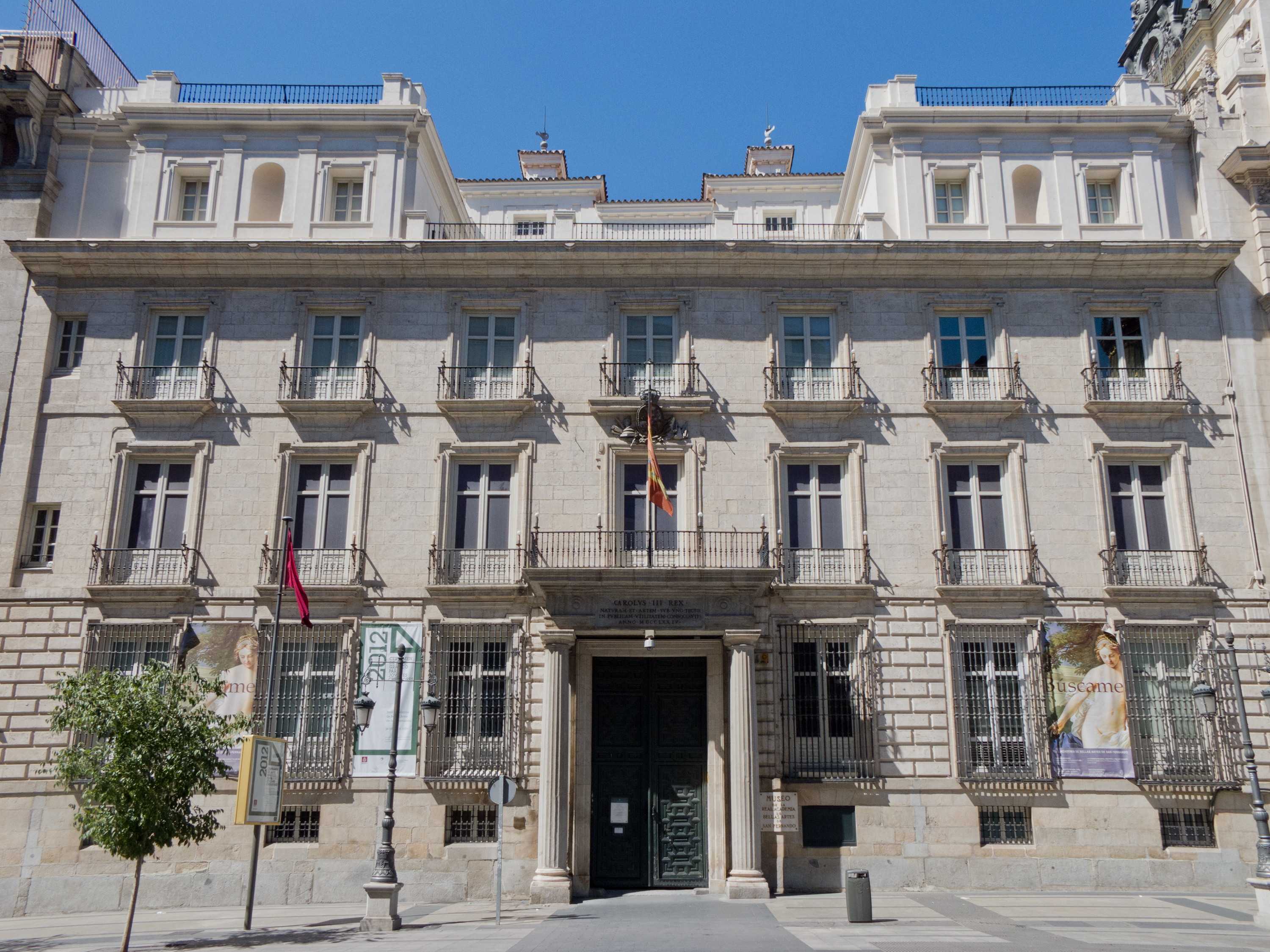
Édifice de la Academia de Bellas Artes de San Fernando, Palais Goyeneche, Madrid

Il participe au développement de l'industrie espagnole et tente d'éviter la dépendance de l'Espagne vis-à-vis de l'extérieur. 
Juan de Goyeneche établit l'approvisionnement de la marine espagnole en bois de marine descendu des Pyrénées, via l'Èbre jusqu'à Tortosa. Attachés les uns aux autres on forme des radeaux ou « almadía » des grumes jetés dans la rivière. Trois fabriques sont implantées au cœur des Pyrénées: dans les monts de Laspuña acheminés jusqu'aux rive du Cinca jusqu'à l'Èbre; dans le Valle de Echo et dans la Forêt de Oza, les bois sont acheminés jusqu'à l'Aragon puis à l'Èbre; dans la vallée de Roncal et Valle de Belagua via l'Aragon ils sont acheminés jusqu'à l'Èbre. Des fabriques de poix et de goudron, indispensables au transport maritime, sont également implantées dans plusieurs régions du royaume d'Aragon et de Catalogne, et en particulier dans les montagnes de Tortosa, où, en raison de la grande quantité de pins, la fabrique peut être agrandie pour n'importe quelle quantité nécessaire. De Tortosa les bois sont acheminés vers les arsenaux du Royaume. Les cordages se fabriquent à Sada dans le Royaume de Galice et l’Évêché de Tuy dans cette Province peut fournir des quantités considérables d'excellent chanvre,.
Il crée le village de Nuevo Baztán et un complexe industriel ordonné autour du palais et de l'église, près des exploitations agricoles. Il y installe des fabriques et crée une école d'apprentis en internat ainsi qu'une auberge pour l'accueil des voyageurs. Il y améliore également les voies de communications et établit un hôpital.
Il est le commanditaire de la construction à Madrid du Palais Goyeneche, qui sera réalisé par José Benito de Churriguera dans la rue de Alcalá, et qui est aujourd'hui siège de la Real Academia de Bellas Artes de San Fernando (Académie royale des beaux-arts San Fernando).